# The Darkness II
The Darkness II es un videojuego de terror de disparos en primera persona, desarrollado por Digital Extremes y distribuido por 2K Games para las plataformas Microsoft Windows, PlayStation 3, Macintosh y Xbox 360, tratándose de la secuela del videojuego de 2007, The Darkness. El juego ha sido escrito por Paul Jenkins, quien también es el creador de los cómic del mismo nombre. Originalmente el juego iba a salir a lo largo del 2011, pero finalmente fue retrasado hasta principios del 2012.

## Historia
The Darkness II lleva a los jugadores por un camino brutal y personal como Jackie Estacado, portador de la The Darkness - una fuerza antigua y despiadada de caos y destrucción. Basado en la serie de libros de historietas de terror sobrenatural creado por Top Cow Productions, Inc., The Darkness II rompe con el mar de convencionales shooters en primera persona, con su ferviente Quad-Ejercer el juego, lo que permitirá a los jugadores acuchillar, agarrar y tirar objetos y enemigos con las armas a su demonio al mismo tiempo disparando dos armas. El juego es en capas con el uso de la luz oscura frente, llena de historias profundas y retorcidas, y envuelto en la violencia estilística que es visualizada a través de una técnica de negro pintada a mano gráfico que se mantiene fiel a sus orígenes del cómic.
Ya han pasado dos años desde que Jackie Estacado, ahora el don de la familia mafiosa Franchetti, que se utiliza la oscuridad para matar a los hombres responsables del asesinato de su novia. Ha sido incapaz de acabar con la memoria de la muerte de Jenny desde el embotellado de su poder sobrenatural, y ahora la Oscuridad quiere salir. Un repentino ataque, no provocado contra la vida de Jackie anuncia el inicio de una guerra de mafia a gran escala, que ha sido claramente orquestada por alguna fuerza exterior. El intento fallido abre la puerta a la oscuridad a resurgir, y establece Jackie en un viaje al infierno y peor aún, como lo revela el misterio detrás del ataque y las motivaciones de la oscuridad misma.

## Jugabilidad
En el primer juego, los poderes de la Oscuridad eran limitados y los jugadores tenían poco control sobre cuándo fueron activados. En The Darkness II, los extremos pulgadas digitales están tomando los poderes más en serio que las armas en este juego. Digital Extremes ha cambiado la función de los brazos del demonio, lo que permite el derecho de tentáculo que se utiliza para matar a los enemigos con un movimiento rápido el stick analógico para apuntar y atacar con la derecha bumper/R1 botón. La izquierda tentáculos se utilizará para recoger las cosas ya sea para uso como armas o los quita de su camino. It de controles serán asignados a la izquierda del parachoques. The Darkness II también introduce nuevos movimientos, como la anaconda, que permite a los jugadores para empalar a sus enemigos con la oscuridad. Juego será mejorado con la introducción de Quad manejando, donde los jugadores pueden usar armas de duelo y los brazos armados de demonios al mismo tiempo de poderosos combos y efectos satisfactorios.

### 
- Datos: Q245749